# 陈信春
陈信春（1930年3月—2019年9月30日），男，河南罗山人，中国汉语语言学家。河南大学教授，副校长，河南省语言学会副会长。

## 生平
1930年3月出生。籍贯河南省罗山县。1952年9月参加工作，1955年6月加入中国共产党。1956年毕业于河南师范学院，留校任教。1960年至1963年，在德国柏林洪堡大学东方系任教。后历任河南大学副教授、教授、中文系副主任、副校长等职。兼任河南省语言学会副会长。主要研究方向为现代汉语语法。专著有《单句复句划界研究》《介词运用中的隐现问题》《补语同相关成分的句法语义关系》等。代表论文有《同复合趋向补语并见的宾语的位置》《关于后分句主语承前宾语而出现及省略的问题》。1998年退休。2019年9月30日在海南海口逝世，享年90岁。